# Андре да Силва
Андре да Силва  (порт. André Domingos da Silva; Санто Андре, 26. новембар 1972) био је бразилски атлетичар, специјалиста за трчање спринтерских дисциплина 100 и 200 метара. Био је и дргогодишњи члан бразилске штафете 4 х 100 метара. Четвороструки је учесник Летњих олимпијских игара и петоетруки на Светским првенствима на отвореном.
На Олимпијским играма у Барселони 1992, учествоваo је у трци на 100 метара, прошао квалификације и испао у четвртfиналу (10,47). Олимпијским играма у Атланти 1996., завршио јо је исто у четвртфиналу (10,28). Много успешнији на истим Играма био је са браилском штафетом 4 x 100 метара. Трчао је као финишер (последња измена) и заједно са Арналдо да Силвом, Робсоном да Силвом и Едсоном Рибеиром у времену 38,41 освојио бронзану медаљу иза штафета Канаде и Сједињених Америчких Држава.
Година 1999. била је најуспешнија сезона у његовој такмичарској каријери. У трци на 100 метара у Боготи постао је првак Јужне Америке и победио на унивезијади у Палма де Мајорци. Поред тога, на Светском првенству у Севиљи са штафетом 4 м 100 метара освојио је бронзану медаљу. Штафета у саставу Рафаел де Оливеира,
Клаудинеј да Силва, Едсон Рибеиро и Андре де Силва резултатом 38,05 сек. поставили су рекорд Јужне Америке.
На Олимпијским играма у Сиднеју 2000., трчао је на 200 метара и испау у претакмичењу. Међутим с друге стране, био је још успешнији него четири године раније са штафетом Висенте де Лима, Едсон Рибеиро, Андре да Силва и Клаудинеј да Силва освојио је сребрну медаљу са 37,90 сек.. иза америчке штафете.
Побољшање пласмана са трећег на друго место у свету штафети је успео на Светском првенству у атлетици 2003. у Паризу. Сатав штафете и редослед био је исти као на Олимпијским играма у Сиднеју, једино је Роберто Соуза да Силва био финишер уместо Клаудинеја да Силве, освојио је Бразилце у 38.26 с поново сребрна медаља иза САД сезоне. На Панамеричким играма у Санто Домингу у истој години Андре да Силва је трећи на 200 м.
На Олимпијским играма 2004 у Атини, није поновљен успех са ранијих такмичења. Штафета је била осма, а он је на 100 метара елиминисан у четвртфиналу. Сведеће године учетвовао је пети пут на Светском првенству у атлетици 2005. у Хелсинкију на 200 метара и испао у квалификацијама.. Ово је било последње велико такмичење у његовој каријери.
Андре да Силва био је бразилски првак пет пута, четири пута на 200 метара (1997, 2001, 2003, 2004) и једном на 100 метара (1997)